# Lucha Libre AAA Worldwide
 (mai 2017).
Pour les articles homonymes, voir AAA.
La Asistencia Asesoría y Administración (AAA) souvent appelée Triple A est une fédération de catch (lutte professionnelle) mexicaine. Elle fut fondée en 1992 par Antonio Peña (en), anciennement chargé des relations publiques au Consejo Mundial de Lucha Libre.
La AAA devient rapidement célèbre en modernisant la lucha libre, mettant en avant de jeunes catcheurs talentueux catcheurs comme Eddie Guerrero ou encore Rey Mysterio.
Le 19 avril 2025, il est annoncé que la WWE a racheté la AAA.

## Histoire
Avant de fonder la Asistencia Asesoría y Administración, Antonio Peña (en) est catcheur puis porte parole du Empresa Mexicana de la Lucha Libre (EMLL). Il est notamment à l'origine des gimmicks de Octagón (en) et de Máscara Sagrada (en). Au début des années 1990, la National Wrestling Alliance reprend les ceintures de champion du monde. Peña contribue à la création de nouvelles ceintures de champion et au changement de nom en Consejo Mundial de Lucha Libre. Des tensions apparaissent entre Peña et Juan Herrera, le responsable de l'organisation des matchs, ce qui aboutit au départ de Peña et de certains catcheurs du CMLL au printemps 1992.
Antonio Peña (en) fonde la Asistencia Asesoría y Administración (AAA) au printemps 1992 et signe un contrat avec la chaîne de télévision Televisa. Il est rejoint par plusieurs catcheurs accomplis du CMLL dont El Hijo del Santo et Perro Aguayo et engage de jeunes talents comme Rey Mysterio et Juventud Guerrera. Le premier spectacle, qui est l'enregistrement du premier AAA Sin Límite a lieu le 15 mai 1992 à l'Auditorio Benito Juárez (es) de Veracruz.
La popularité montante de la AAA cause bientôt la perte de sa rivale la Universal Wrestling Association (UWA) et Peña s'empresse de signer les stars de la UWA comme El Canek et Dos Caras (en). Le 30 avril 1993, la AAA organise un grand show appelé Triplemanía devant plus de 50 000 spectateurs.
Les années d'or de la AAA (1993 à 1995) ont atteint leur sommet en 1994 avec l'évènement diffusé aux États-Unis en paiement à la séance When Worlds Collide , promu conjointement avec la World Championship Wrestling (WCW). La même année la AAA est élue « Promotion de l'année » par Wrestling Observer Newsletter. Quelques semaines après le show, Art Barr, un membre clé des Los Gringos Locos décédait alors qu'il partait voir sa famille. Résultat, les titres par équipe de la AAA étaient vacants, cela mena au départ d'autres membres de (Los Gringos Locos) Eddie Guerrero et Madonna's Boyfriend (en). El Hijo del Santo s'en est aussi allé suivi par d'autres stars comme Fuerza Guerrera et Blue Panther lorsque l'économie mexicaine commençait doucement à s'effondrer (ce qui expliquait l'inhabilité de la fédération à offrir beaucoup de travail). Beaucoup de catcheurs, incluant Rey Misterio, Jr., Psicosis, La Parka, et Juventud Guerrera, partaient vers la WCW en 1996. Début 1997, la AAA établit une entente cordiale avec la WWE, mais le seul évènement de la fédération américaine où des luchadors furent présents était le Royal Rumble 1997.
Les émissions de la AAA serons régulièrement diffusé par Televisa au Mexique et par Galavisión aux États-Unis.

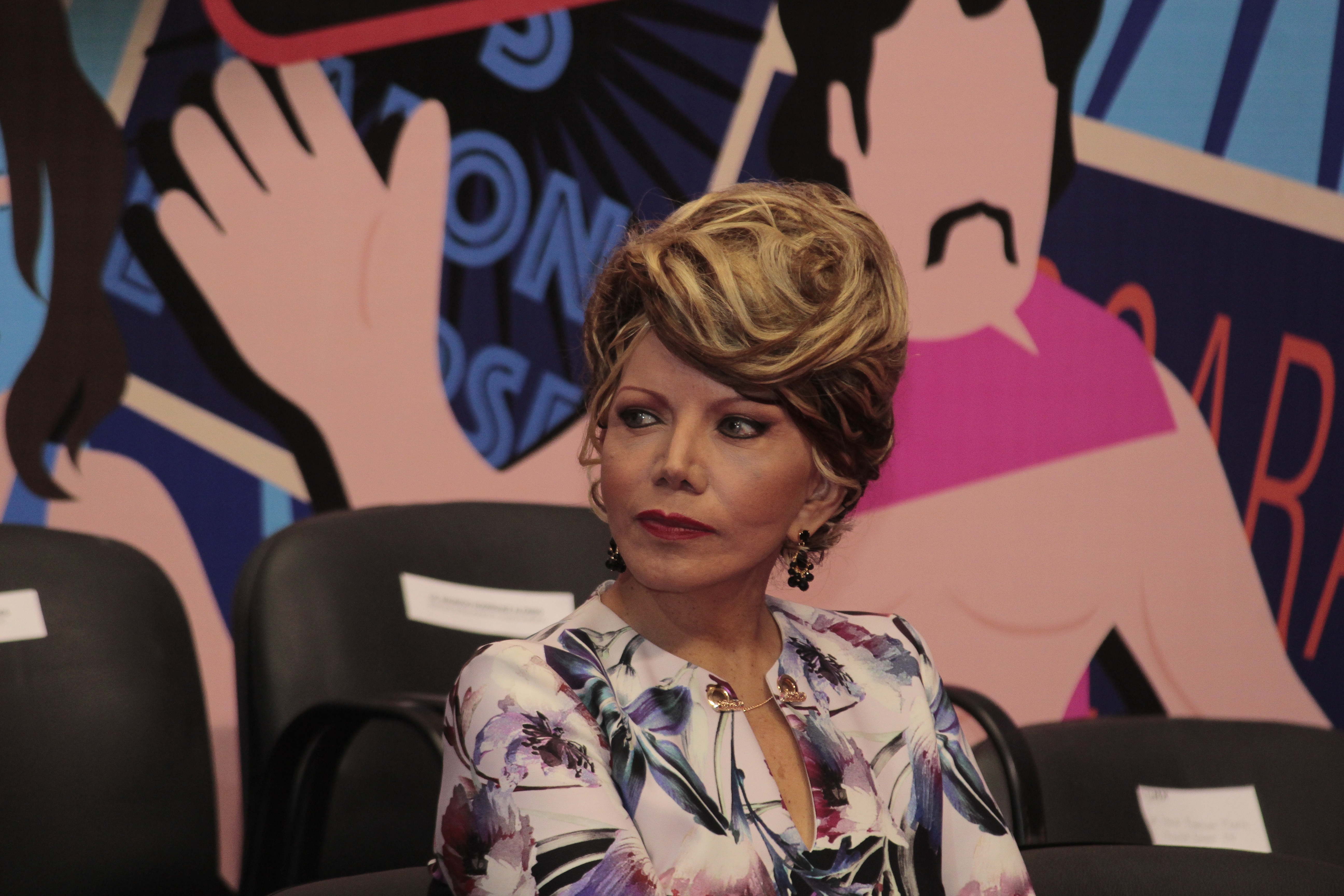
Marisela Peña qui co-dirige cette fédération depuis 2006.

Le 6 octobre 2006, le fondateur Antonio Peña (en) décédait des suites d'une attaque cardiaque. Actuellement la sœur de Peña, Marisela, manie la AAA financièrement. Pendant que le beau-frère de Peña, Joaquín Roldán et son fils, Dorian Roldán, servent comme directeurs des opérations.
Le 12 janvier 2014, il a été annoncé que, avec le soutien de Mark Burnett, AAA commencerait à diffuser une émission sur le réseau américain El Rey au cours du second semestre. Le programme hebdomadaire d'une heure serait accompagné de promotions mensuelles et trimestrielles ainsi que d'un paiement à la carte en direct. Le spectacle, intitulé Lucha Underground, a été créé le 29 octobre 2014.
À compter de mars 2015, la société a annoncé qu'elle s'appellerait désormais "Lucha Libre AAA Worldwide", même si elle est toujours appelée AAA ou "Triple A".
Le 8 avril 2017, le directeur général de l'AAA, Joaquín Roldán, est décédé.
Le 1er février 2019, AAA a annoncé la dissolution de sa relation avec Televisa après 27 ans passés à la chaîne de télévision Multimedios. Cependant, le 3 février, après la fin des émissions du Super Bowl LIII, AAA a conclu un accord avec TV Azteca pour la diffusion de leur émission sur Azteca 7.
Le 7 février 2019, AAA a officiellement annoncé une relation de travail avec une fédération de catch américaine All Elite Wrestling (AEW).
Le 19 avril 2025, il a été annoncé que la WWE a acquis Lucha Libre AAA Worldwide.

## Entente avec la TNA Wrestling
La AAA a développé une entente avec la Total Nonstop Action Wrestling en 2004, envoyant quelques-uns de ses luchadors comme Juventud Guerrera, Héctor Garza, Abismo Negro, Heavy Metal, et Mr. Aguila à la TNA à l'occasion du tournoi America's X-Cup Tournament pour représenter l'équipe mexicaine face aux américains , britanniques et canadiens. L'entente cessait plus tard fin 2004 pour diverses raisons, La TNA continua à utiliser les lutteurs de AAA mais opte pour des contrats individuels au lieu de traiter avec la fédération mexicaine. Les rumeurs disent que la rupture est due à la difficulté de travailler avec le propriétaire de la AAA, Antonio Peña.
Il faudra attendre 2006 pour revoir les deux fédérations coopérer mais l'entente cesse à nouveau à la suite du départ de Konnan de la TNA en juin 2007. La TNA commença alors une relation de travail avec le rival de la triple A, le CMLL. Cependant les deux fédérations vont collaborer à nouveau ensemble en février 2010. Se sont essentiellement les catcheurs de la TNA qui se rendent au Mexique pour les tournois annuels. Le 13 juin 2011, lors de Triplemanía XIX au Palacio de los Deportes à Mexico, Jeff Jarett remporte le Megacampeonato de AAA face à El Zoro. Lors du show Verano de Escándalo le 31 juillet 2011, Jeff Jarett défend son titre avec succès contre L.A. Park et Dr. Wagner Jr.. Il perd finalement le titre le 18 mars 2012 face à El Mesías lors du show Rey de Reyes.

## Championnats
| Titre                                    | Champion(ne)(s)                                  | Durée                    | Date de victoire | Événement                  | Précédent(s) champion(s)                                     |
| ---------------------------------------- | ------------------------------------------------ | ------------------------ | ---------------- | -------------------------- | ------------------------------------------------------------ |
| Megacampeonato de AAA                    | Alberto El Patrón                                | 8 mois et 3 jours        | 17 août 2024     | Triplemanía XXXII: Mexico  | Nic Nemeth                                                   |
| Campeonato Latinoamericano AAA           | El Mesías                                        | 5 mois et 10 jours       | 10 novembre 2024 | Guerra de Titanes          | Octagón Jr.                                                  |
| Campeonato En Parejas AAA                | Raj Dhesi et Satnam Singh                        | 8 mois et 3 jours        | 17 août 2024     | Triplemanía XXXII: Mexico  | Negro Casas et Psycho Clown                                  |
| Campeonato Mundial De Tercias AAA        | Los Vipers (Abismo Negro Jr., Psicosis et Toxin) | 1 an, 8 mois et 30 jours | 21 juillet 2023  | Verano de Escándalo        | Nueva Generación Dinamita (El Cuatrero, Forastero et Sansón) |
| Campeonato Mundial Crucero AAA           | Matt Riddle                                      | 8 mois et 3 jours        | 17 août 2024     | Triplemanía XXXII: Mexico  | Komander                                                     |
| Campeonato de Reina de Reinas AAA        | Lady Flammer                                     | 1 an, 8 mois et 8 jours  | 12 août 2023     | Triplemanía XXXI: Mexico   | Taya Valkyrie                                                |
| Campeonato Mundial En Parejas Mixtas AAA | Decay (Crazzy Steve et Havok)                    | 6 mois et 14 jours       | 6 octobre 2024   | Héroes Inmortales          | Abismo Negro Jr. et Lady Flammer                             |
| Campeonato Mundial Mini-Estrella AAA     | Dinastía                                         | 6 ans, 1 mois et 4 jours | 16 mars 2019     | AAA Vive Latino house show | Mini Psycho Clown                                            |

## Shows et tournois annuels
| Événement           | Mois    | Notes |
| ------------------- | ------- | --- |
| Rey de Reyes        | Mars    | Premier événement de l'année de la fédération. L’événement principal est la finale du tournoi Rey de Reyes, celui-ci a commencé au début d'année avec une phase de groupe (régulièrement 4 groupes de 4 lutteurs) où participent les meilleurs lutteurs de la fédération, excepté le megacampeon. Souvent être le gagnant du tournoi garantit un match pour le megacampeonato lors de Triplemanía ou Heroes Inmortales. |
| Verano de Escándalo | Juin    | Second événement de l'année de la fédération, celui-ci se déroulait autrefois au mois de septembre et actuellement au mois de juin. Il a disparu du calendrier quelques années à cause des dates du tournoi Héroes Inmortales. |
| Triplemanía         | Août    | C'est l'évènement le plus important de l'année de la fédération et principal PPV.Il est habituellement organisé au Palacio de los Deportes ou à l'Arena Ciudad de México (comme les précédentes éditions), les deux dans la ville de México. C'est où culminent les rivalités les plus importantes (lucha de apuestas/mask vs mask) et en commencent d'autres avec cap sur Héroes Inmortales. Pleins de surprises comme le retour d'Alberto Del Rio lors de Triplemanía XXII. C'est aussi l'occasion inclure de nouvelles figures au Salón de la fama AAA. |
| Héroes Inmortales   | Octobre | Cet événement rend hommage au fondateur de la fédération Antonio Peña, décédé en octobre 2006. Dans ce show se réalisent deux événements importants, la Copa Antonio Peña où participent les meilleurs lutteurs de la fédération dans le même schéma que Rey de Reyes (qualification par groupe lors d'événements antérieurs pour une place en finale) excepté megacampeon et de plus l'intégration de lutteurs en activité ou non au Salón de la fama AAA.                                                                                                |
| Guerra de Titanes   | Janvier | C'est le dernier évènement de l'année, celui-ci a lieu en décembre. Excepté en 2016 où il s'est déroulé en 22 janvier au Gimnasio Olímpico Juan de la Barrera à México.Dans ce PPV se finalisent certaines rivalités qui ont couru tout au long de l'année. |

## Galerie

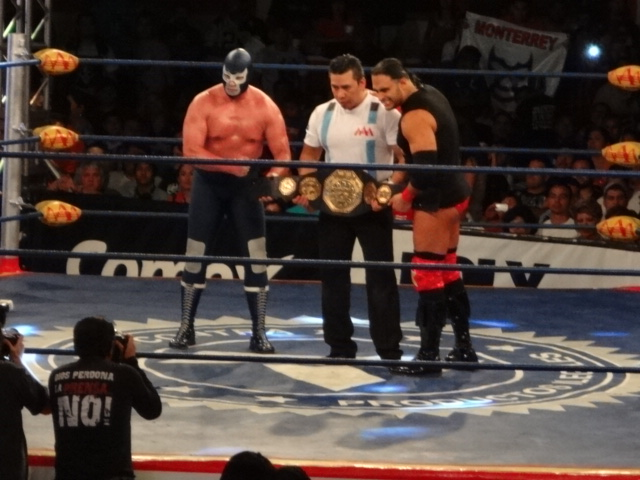
El Texano Jr. (droite) et Blue Demon Jr
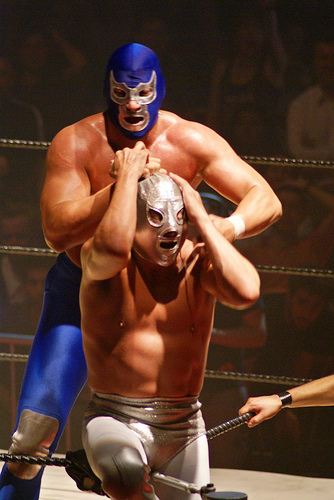
Blue Demon Jr.
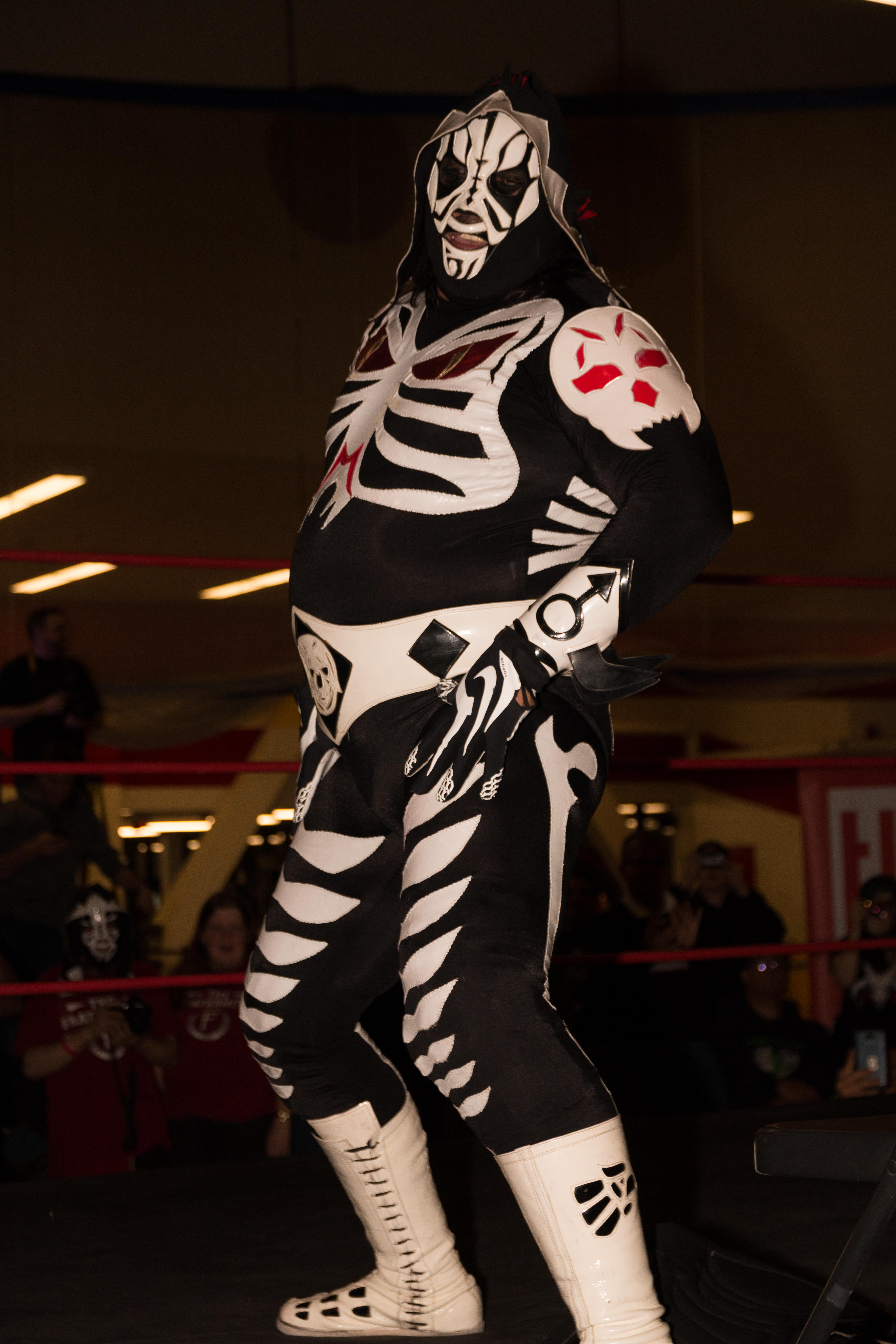
La Parka
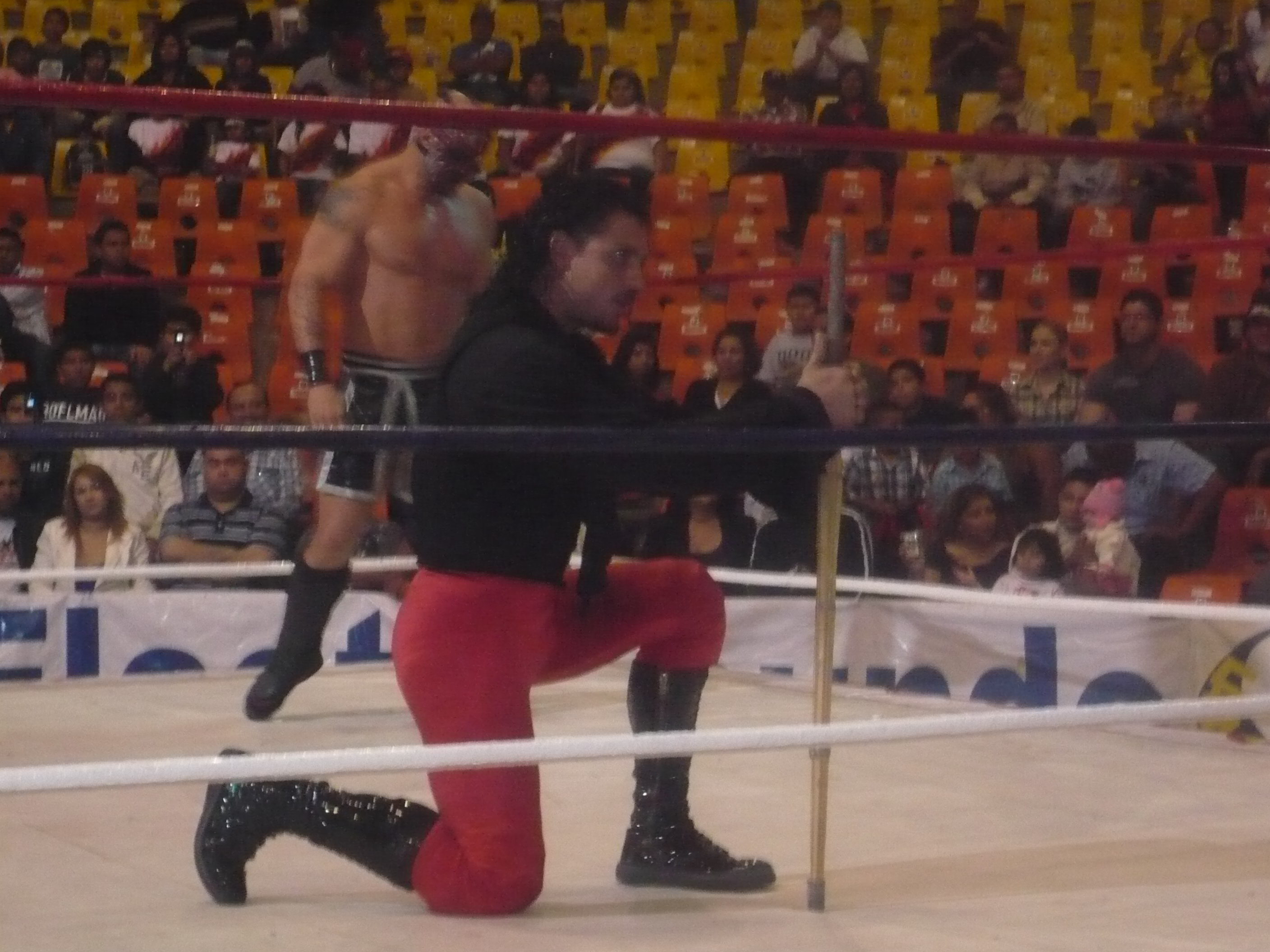
El Zorro
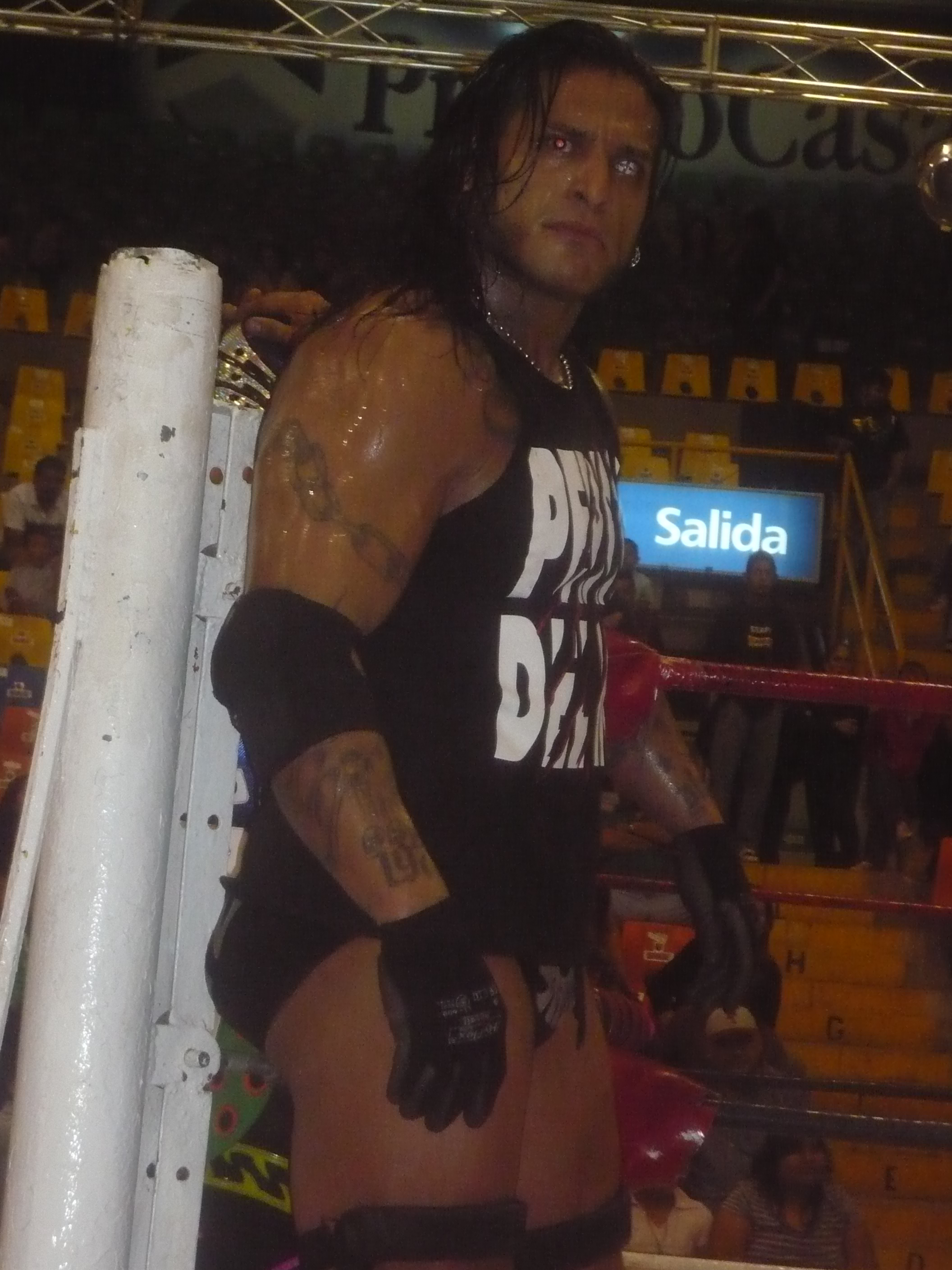
Cibernético
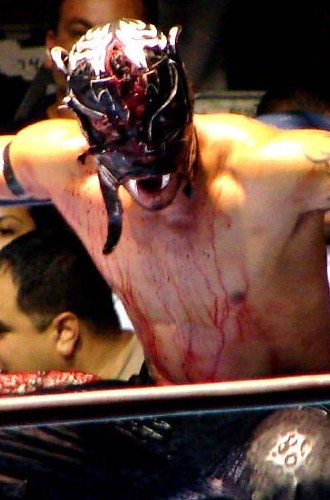
Extreme Tiger
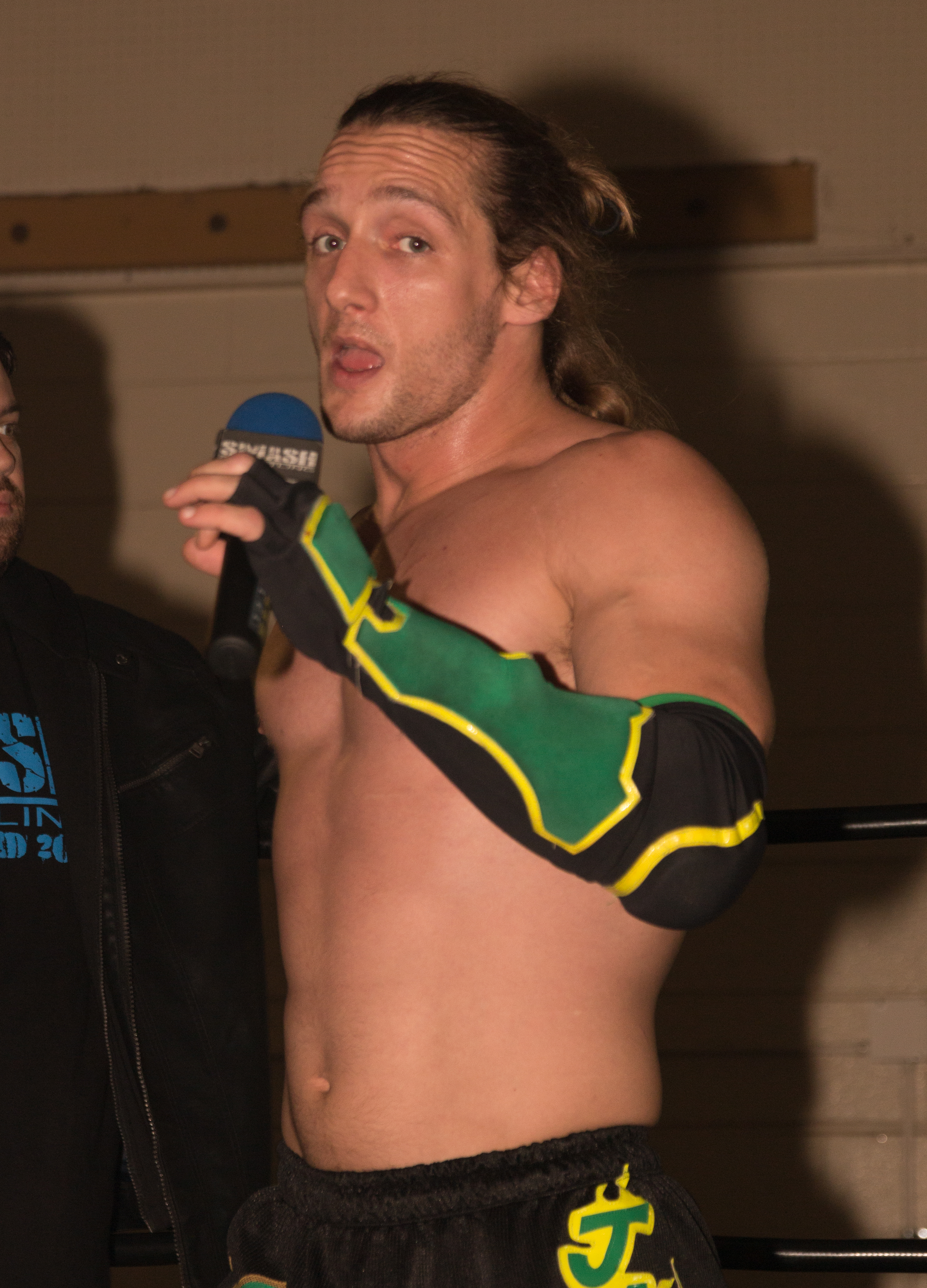
Jack Evans
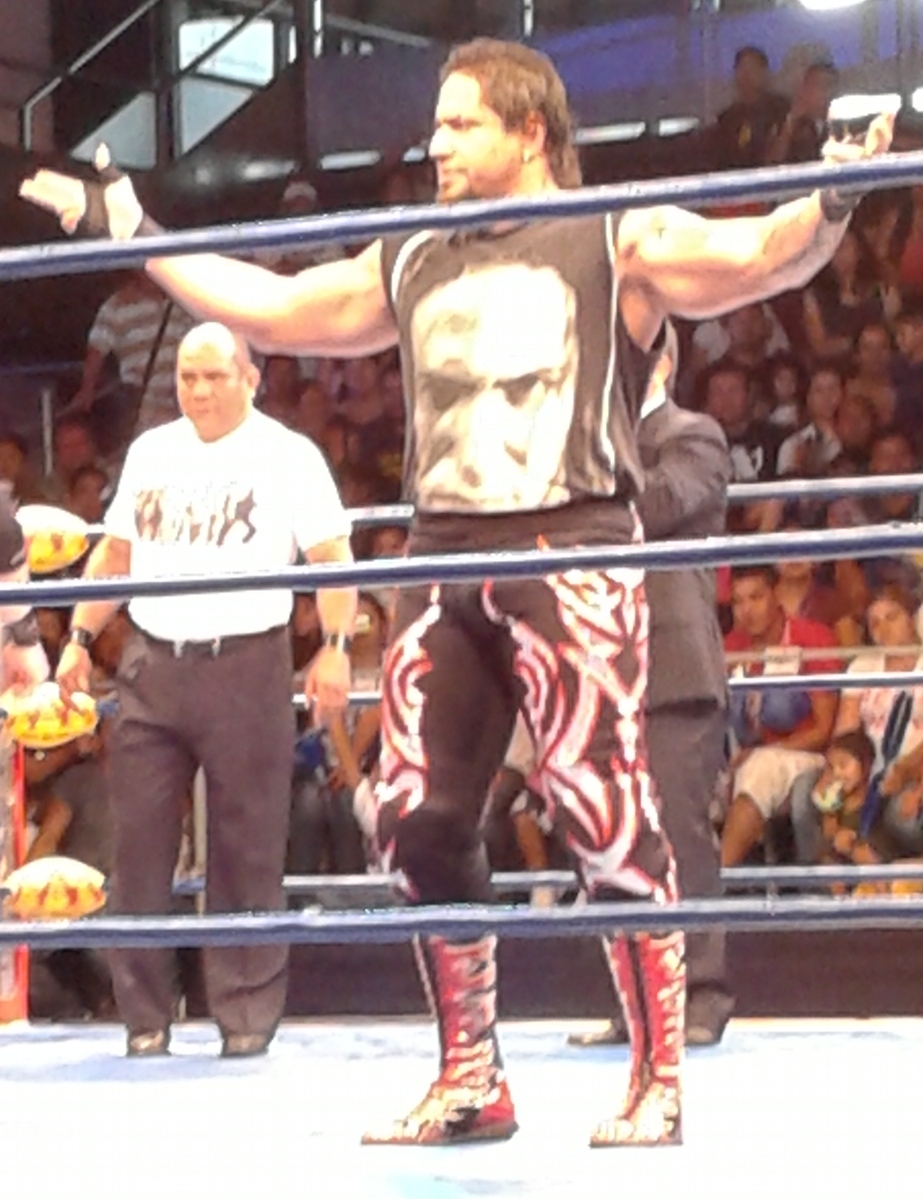
El Mesías
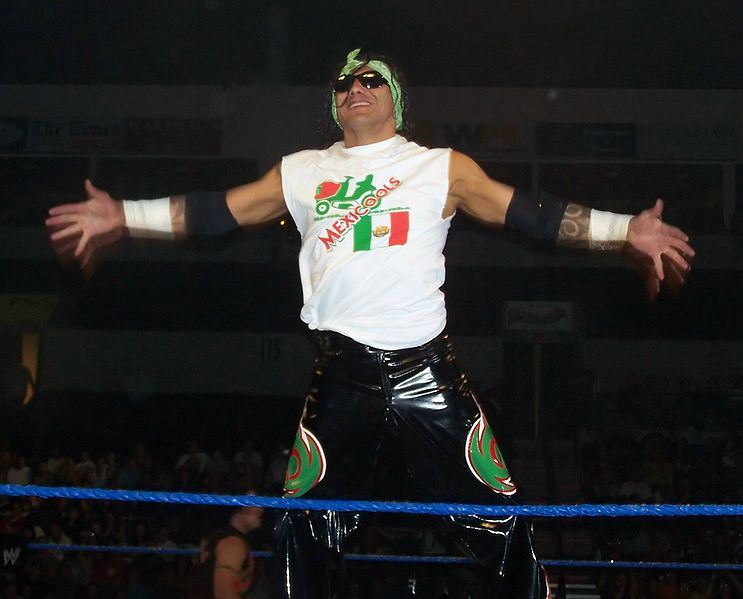
Nicho "El Millionario
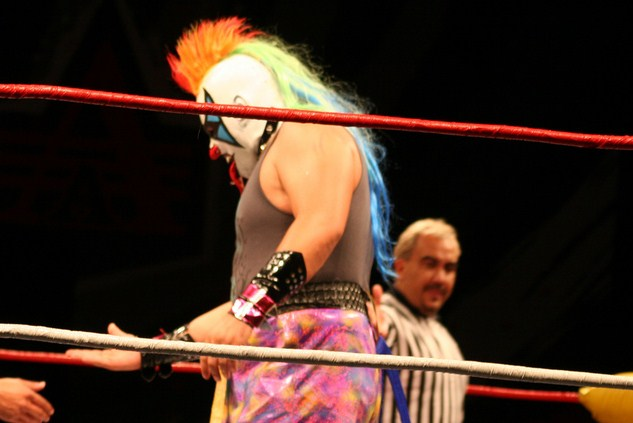
Psycho Clown
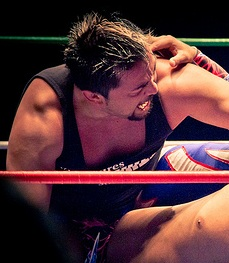
Averno
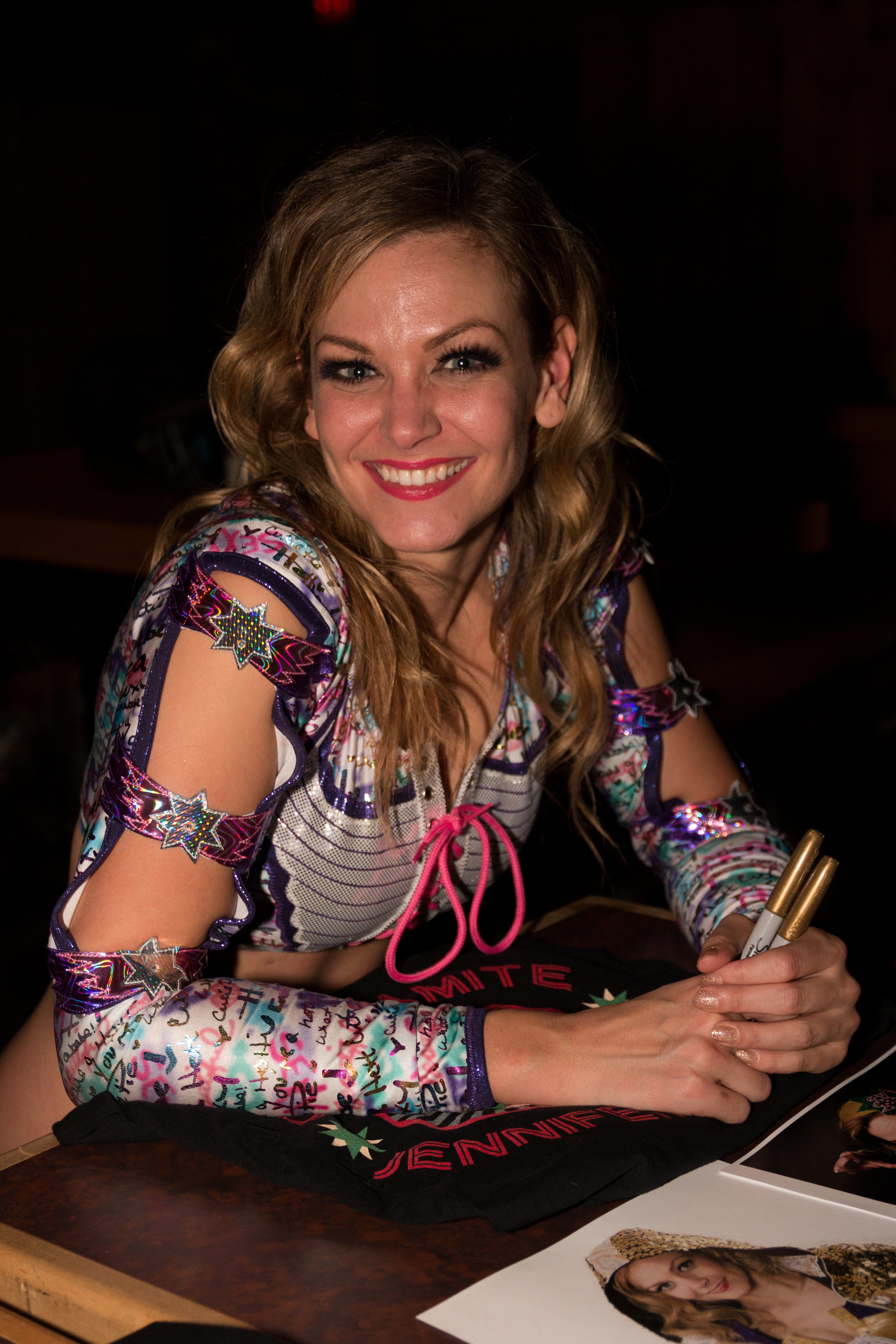
Jennifer Blake